# Ли Яцзюнь
Ли Яцзю́нь (кит. упр. 黎雅君, пиньинь Lí Yǎjūn, род. 27 апреля 1993 года) — китайская тяжелоатлетка, двукратная чемпионка мира 2013 и 2018 годов, участница Олимпийских игр 2016 года.

## Карьера
Она занялась спортом в 2002 году в Хуэйчжоу, Китайской Народной Республике.
На чемпионате мира 2013 года спортсменка из Китая завоевала золотую медаль в весовой категории до 53 кг, взяв вес 221 кг.
Через год на следующем первенстве мира она вновь празднует успех, став третьей в категории до 53 кг и суммой 214 кг.
На летних Олимпийских Играх в Рио-де-Жанейро китайская спортсменка удачно выступила в рывке, подняв штангу весом в 101 кг — это был лучший результат на Олимпийских состязаниях. Однако во втором упражнении случилась трагедия, Ли не сумела результативно выполнить его и в итоге осталась вне квалификации. 
В начале ноября 2018 года на чемпионате мира в Ашхабаде китайская спортсменка, в весовой категории до 55 кг, завоевала абсолютную золотую медаль, взяв общий вес 225 кг. В упражнении рывок она также была первой, взяв штангу весом 102 кг. 